# IC 5069
IC 5069 је спирална галаксија у сазвјежђу Паун која се налази на листи објеката дубоког неба у Индекс каталогу.
Деклинација објекта је - 71° 48' 38" а ректасцензија 21h 0m 10,3s. Привидна величина (магнитуда) објекта IC 5069 износи 13,4 а фотографска магнитуда 14,2. IC 5069 је још познат и под ознакама ESO 74-22, IRAS 20551-7200, PGC 65870.